# Palais de l'hôtel Bristol
Le Palazzo de l'hôtel Bristol est un bâtiment historique de Naples, situé au 168 du Corso Vittorio Emanuele.

## Histoire et description
L'édifice est déjà présent dans le feuillet 17 de la Carte Schiavoni de 1879, avec le nom Lucchesi. En fait, il a été commandé vers 1865-1870 par le comte Ferdinando Lucchesi Palli et son épouse, Giulia Brunas Serra. En 1880, il fut vendu à la société Cavalli & Fiorentino qui y fonda l'Hôtel Bristol. En 1886, l'hôtel a été dirigé par l'entrepreneur suisse Alberto Laundry et quelques années plus tard par un autre Suisse, Carl Schwarz, qui a également ouvert en 1901 le Grand Hotel Eden sur l'actuelle Piazza Amedeo. Il a conservé cette fonction jusqu'à la Première Guerre mondiale, après quoi il a été transformé en copropriété, avec pour conséquence l'élévation d'un étage supplémentaire par rapport aux cinq initiaux.
Il ressemble à un imposant palais néo-Renaissance de six étages avec une base en pierre, dans laquelle s'ouvre le portail. La façade est caractérisée par le revêtement en briques et par l'insertion de bords en pierre de taille avec une alternance de pierres de taille profondément gravées. Après avoir passé le hall d'entrée, à droite duquel se trouve l'escalier, on accède à la cour à arcades.
Le bâtiment est en très bon état de conservation.

## Source de traduction
- (it) Cet article est partiellement ou en totalité issu de l’article de Wikipédia en italien intitulé « Palazzo dell'Hotel Bristol » (voir la liste des auteurs).